# 酒井翔一朗
酒井 翔一朗（さかい しょういちろう、1992年8月15日 - ）は、大阪府高槻市出身のハンドボール選手。日本ハンドボールリーグのトヨタ紡織九州所属。

## 経歴
2015年1月に日本ハンドボールリーグのトヨタ紡織九州へ加入。3月8日の湧永製薬戦で初出場した。同年7月には第28回ユニバーシアード競技大会の日本代表に選出。
2016年7月に行われた第21回ヒロシマ国際ハンドボール大会で日本代表に初選出。
2018年1月には第18回アジア選手権の日本代表に選ばれた。

## 詳細情報

### 年度別成績
| 年       | チーム         | 試合 | フィールド 得点 | 率   | 7m  | 合計    | 警告 | 退場 | 失格 |
| -------- | -------------- | ---- | --------------- | ---- | --- | ------- | ---- | ---- | ---- |
| 2014-15  | トヨタ紡織九州 | 1    | 0/1             | .000 | 0/0 | 0/1     | 1    | 1    | 0    |
| 2015-16  | トヨタ紡織九州 | 13   | 27/41           | .659 | 0/0 | 27/41   | 4    | 1    | 0    |
| 2016-17  | トヨタ紡織九州 | 16   | 38/50           | .760 | 0/0 | 38/50   | 9    | 4    | 0    |
| 2017-18  | トヨタ紡織九州 | 21   | 54/74           | .730 | 0/0 | 54/74   | 10   | 5    | 0    |
| 2018-19  | トヨタ紡織九州 | 24   | 47/70           | .671 | 0/0 | 47/70   | 6    | 10   | 0    |
| JHL：5年 | JHL：5年       | 75   | 166/236         | .703 | 0/0 | 166/236 | 30   | 21   | 0    |

- 各年度の太字はリーグ最高

### 記録

#### 日本ハンドボールリーグ
- フィールドゴール初得点：2015年11月14日、対トヨタ車体戦（武蔵村山市総合体育館）[6]

### 背番号
- 22 (2015年 - )